# 제2경제위원회
제2경제위원회(第二經濟委員會)는 조선민주주의인민공화국 국방위원회 산하기관이며 조선민주주의인민공화국의 군수산업을 담당하고 있다.

## 개관
김일성은 1960년대부터 경제발전과 국방건설 병진을 주장하면서 군수공업 발전을 추진하였는데, 이러한 과정에서 제2기계공업성이 출범하였다. 이후 군수생산이 더욱 비대해지면서 위원회로 발전하게 되었다. 원래는 중앙인민위원회 소속이었으나, 1993년에 국방위원회 소속으로 옮기게 되었다. 제2경제위원회는 다양한 기업소와 군수공장을 보유하고 있으며, 군사력 증강에 필요한 물자와 장비를 대부분 독자적으로 생산하고 있다.

## 연혁
- 1967년 제2기계공업성 설립[7]
- 1971년 제2경제위원회 승격

## 구성

### 총국
- 제1총국 :개인화기 및 탄약 생산[8][9]
- 제2총국: 기계화 장비 생산
- 제3총국: 군용 대포 생산
- 제4총국: 미사일 및 로켓 생산
- 제5총국: 화학 무기 생산
- 제6총국: 통신 장비 생산
- 제7총국 : 항공기 생산과 도입

### 그외
- 제2과학원[10]